# Manuel Mayorga
Manuel Jesús Mayorga Paniccia (Callao; 2 de enero de 1943) es un exfutbolista y entrenador peruano apodado como El búfalo por su corpulencia física, que se desempeñaba como mediocampista.

## Trayectoria

### Carrera como futbolista
Jugaba en la posición de mediocampista desde su niñez, Manuel Mayorga integró notablemente el equipo de Sport Boys subcampeón nacional en 1966 y que clasificó por primera vez a la Copa Libertadores. Se codea con el bicampeón mundial brasileño Zózimo, que llegó el mismo año al club, Luego tuvo un paso Corto Por KDT en 1968. Luego de un paso notable por Defensor Arica en 1969-1970, fue fichado por el Alianza Lima en 1971. Allí se coronó campeón del descentralizado en 1975.
En su primera temporada con la blanquiazul marcó 3 goles en 24 partidos, al año siguiente mejora su accionar al registrar 7 goles en la temporada 1972, que le vale ser llamado para la selección nacional, para 1973 baja su nivel marcando 2 goles únicos en la fase final del torneo. En 1974 vino su accionar a menos pues marcó 3 goles. En su última campaña formó al lado de Javier Castillo una dupla bastante productiva entre 1974 y 1975 nivel que ayudó a conquistar el campeonato descentralizado.
En 1976 se enroló por el Carlos A. Mannucci, para terminar su carrera como futbolista en el equipo tricolor que disputaba la Primera División, en algunas ocasiones alternó como entrenador.
Fue Internacional con la selección nacional de 1972 a 1973, disputó 15 partidos con la blanquiroja. Marcó su único gol internacional el 26 de febrero de 1973 en partido amistoso contra Panamá (victoria 4-0).

### Carrera como Técnico
Mayorga asumió como director interino de la selección peruana en abril de 1986, en ese momento comandado por el presidente y exfutbolista Oswaldo Ramírez, con motivo de un partido amistoso contra Brasil en São Luís, encuentro que terminó con una derrota de la blanquiroja.
En 1989, asumió a tiempo completo la dirección técnica del Deportivo AELU para participar en el campeonato nacional.
En 1991 lo encontramos en el Sport Boys -donde reemplaza a Miguel Company- club con el que es subcampeón nacional ese año, lo que le valió para dirigir al equipo en la Copa Libertadores.
Entre otros equipos, dirigió a Carlos A. Mannucci en 1990 y a Alcides Vigo en segunda división 1994.

## Clubes

### Como futbolista
| Club                        | País | Año         |
| --------------------------- | ---- | ----------- |
| Atlético Barrio Frigorífico | Perú | 1962        |
| Sport Boys                  | Perú | 1964 - 1967 |
| KDT                         | Perú | 1968        |
| Defensor Arica              | Perú | 1969 - 1970 |
| Alianza Lima                | Perú | 1971 - 1975 |
| Carlos A. Mannucci          | Perú | 1976        |

### Como entrenador
| Club                     | País | Año         |
| ------------------------ | ---- | ----------- |
| Selección sub-20 de Perú | Perú | 1985        |
| Selección nacional       | Perú | 1986        |
| Deportivo AELU           | Perú | 1989        |
| Carlos A. Mannucci       | Perú | 1990        |
| Sport Boys               | Perú | 1991 - 1992 |
| Alcides Vigo             | Perú | 1994        |

## Estadísticas
| Club | División      | Temporada     | Liga(1) | Liga(1) | Liga(1) | Copas nacionales(2) | Copas nacionales(2) | Copas nacionales(2) | Torneos internacionales(3) | Torneos internacionales(3) | Torneos internacionales(3) | Total | Total | Total  | Media goleadora(4) |
| Club | División      | Temporada     | Part.   | Goles   | Asist.  | Part.               | Goles               | Asist.              | Part.                      | Goles                      | Asist.                     | Part. | Goles | Asist. | Media goleadora(4) |
| --- | ------------- | ------------- | ------- | ------- | ------- | ------------------- | ------------------- | ------------------- | -------------------------- | -------------------------- | -------------------------- | ----- | ----- | ------ | ------------------ |
| Sport Boys · Perú |               |               |         |         |         |                     |                     |                     |                            |                            |                            |       |       |        |                    |
| 1.ª | 1964          | 21            | 1       | -       | -       | -                   | -                   | -                   | -                          | -                          | 21                         | 1     | -     | 0,0    |                    |
| 1.ª | 1965          | 22            | 3       | -       | -       | -                   | -                   | -                   | -                          | -                          | 22                         | 3     | -     | 0,0    |                    |
| 1.ª | 1966          | 22            | 2       | -       | -       | -                   | -                   | -                   | -                          | -                          | 22                         | 2     | -     | 0,33   |                    |
| 1.ª | 1967          | 26            | 3       | -       | -       | -                   | -                   | 7                   | 1                          | -                          | 33                         | 4     | -     | 0,33   |                    |
| Total club | Total club    | 91            | 9       | -       | -       | -                   | -                   | 7                   | 1                          | -                          | 98                         | 10    | -     | 0,0    |                    |
| KDT · Perú |               |               |         |         |         |                     |                     |                     |                            |                            |                            |       |       |        |                    |
| 1.ª | 1968          | 24            | 1       | -       | -       | -                   | -                   | -                   | -                          | -                          | 24                         | 1     | -     | 0,0    |                    |
| Total club | Total club    | 24            | 1       | -       | -       | -                   | -                   | -                   | -                          | -                          | 24                         | 1     | -     | 0,0    |                    |
| Defensor Arica · Perú |               |               |         |         |         |                     |                     |                     |                            |                            |                            |       |       |        |                    |
| 1.ª |               |               |         |         |         |                     |                     |                     |                            |                            |                            |       |       |        |                    |
| 1969 | ?             | 4             | -       | -       | -       | -                   | -                   | -                   | -                          | ?                          | 4                          | -     | 0,0   |        |                    |
| 1970 | 27            | 6             | -       | 2       | 0       | -                   | 6                   | 0                   | -                          | 35                         | 6                          | -     | 0,33  |        |                    |
| Total club | Total club    | 27            | 10      | -       | 2       | 0                   | -                   | 6                   | 0                          | -                          | 35                         | 10    | -     | 0,0    |                    |
| Alianza Lima · Perú |               |               |         |         |         |                     |                     |                     |                            |                            |                            |       |       |        |                    |
| 1.ª | 1971          | 24            | 3       | -       | -       | -                   | -                   | -                   | -                          | -                          | 24                         | 3     | -     | 0,6    |                    |
| 1.ª | 1972          | 27            | 7       | -       | -       | -                   | -                   | 2                   | 0                          | -                          | 29                         | 7     | -     | 0,4    |                    |
| 1.ª | 1973          | 28            | 2       | -       | -       | -                   | -                   | -                   | -                          | -                          | 28                         | 2     | -     | 0,4    |                    |
| 1.ª | 1974          | 32            | 3       | -       | -       | -                   | -                   | -                   | -                          | -                          | 32                         | 3     | -     | 0,5    |                    |
| 1.ª | 1975          | 12            | 1       | -       | -       | -                   | -                   | -                   | -                          | -                          | 12                         | 1     | -     | 0,5    |                    |
| Total club | Total club    | 118           | 17      | -       | -       | -                   | -                   | 2                   | 0                          | -                          | 120                        | 17    | -     | 0,44   |                    |
| Carlos A. Mannucci · Perú |               |               |         |         |         |                     |                     |                     |                            |                            |                            |       |       |        |                    |
| 1.ª | 1976          | 29            | 3       | -       | -       | -                   | -                   | -                   | -                          | -                          | 29                         | 3     | -     | 0,1    |                    |
| Total club | Total club    | 29            | 3       | -       | -       | -                   | -                   | -                   | -                          | -                          | 29                         | 3     | -     | 0,1    |                    |
| Total carrera | Total carrera | Total carrera | 289     | 43      | -       | 2                   | 0                   | -                   | 15                         | 1                          | -                          | 316   | 41    | -      | 0,14               |
| (1) Incluye datos de las instancias definitorias contempladas en las bases de cada competición. (2) Incluye datos de la Copa Presidente de la República (1970). (3) Incluye datos de la Copa Libertadores de América (1967-1972). (4) No incluye goles en partidos amistosos. |               |               |         |         |         |                     |                     |                     |                            |                            |                            |       |       |        |                    |

## Palmarés

### Campeonatos nacionales
| Título           | Club         | País | Año  |
| ---------------- | ------------ | ---- | ---- |
| Primera División | Alianza Lima | Perú | 1975 |

### Distinciones individuales
| Distinción                                                | Año  |
| --------------------------------------------------------- | ---- |
| Mejor mediocampista de la liga - Primera División de Perú | 1970 |